# Cramoisy
Cramoisy ist eine französische Gemeinde mit 804 Einwohnern (Stand: 1. Januar 2022) im Département Oise in der Region Hauts-de-France (bis 2015: Picardie). Sie gehört zum Arrondissement Senlis und zum Kanton Montataire. Seine Einwohner nennen sich Cramoisiens.

## Geografie
Die Gemeinde Cramoisy liegt etwa fünf Kilometer westlich von Creil am Fluss Thérain. Umgeben wird Cramoisy von den Nachbargemeinden Saint-Vaast-lès-Mello im Norden, Montataire im Nordosten, Thiverny im Osten, Saint-Leu-d’Esserent im Süden sowie Maysel im Westen.

## Bevölkerungsentwicklung
| Jahr                       | 1962 | 1968 | 1975 | 1982 | 1990 | 1999 | 2006 | 2013 | 2021 |
| Einwohner                  | 599  | 676  | 563  | 664  | 654  | 563  | 594  | 734  | 807  |
| Quellen: Cassini und INSEE |      |      |      |      |      |      |      |      |      |

## Sehenswürdigkeiten
- Kirche Saint-Martin, seit 1906 Monument historique
- Fabrik Parvillée, um 1900 errichtete Industrieanlage, seit 2002 Monument historique

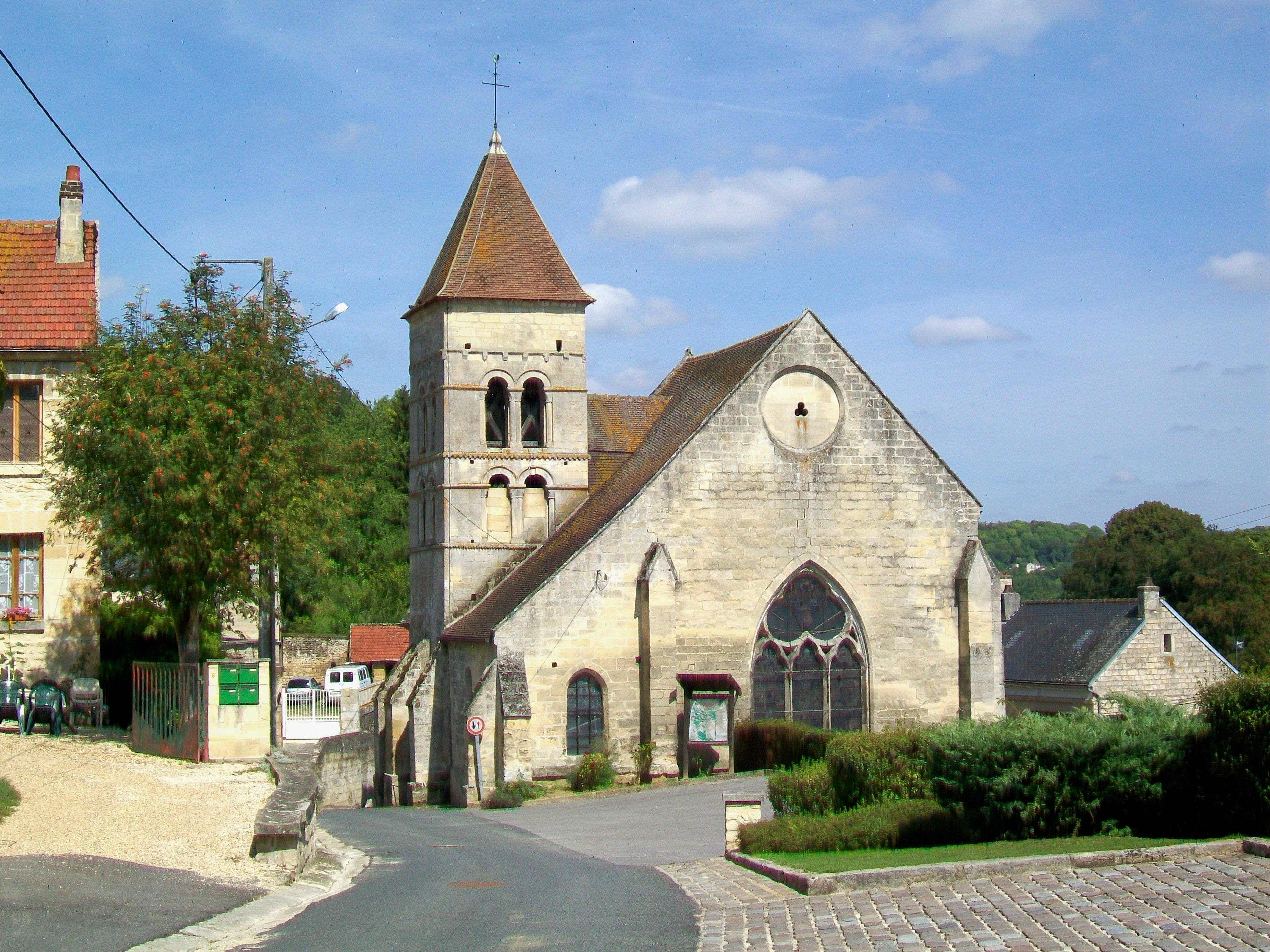
Kirche Saint-Martin

- Schloss Sous-Rivière
- Mühle Brunet